# Nazionale femminile di pallacanestro della Svezia
La nazionale di pallacanestro femminile della Svezia partecipa alle competizioni internazionali di pallacanestro organizzate dalla FIBA. È gestita dalla Federazione cestistica della Svezia.

## Piazzamenti
Europei
- 1978 - 13°
- 1981 - 11°
- 1983 - 10°
- 1987 - 7°
- 2013 - 7°
- 2015 - 14°
- 2019 - 6°
- 2021 - 8°

## Formazioni

### Europei
Campionato europeo femminile di pallacanestro 19784 Lundén, 5 Lindqvist, 6 Hamrin, 7 Feldreich, 8 Lagerback, 9 Boillin, 10 Berglund, 11 Lindahl, 12 Kumlin, 13 Andersen, 14 Lundh, 15 Wikner,        All. -
Campionato europeo femminile di pallacanestro 19814 Larsson, 5 Jakobsson, 6 Backner, 7 Wictorin, 8 Rosengren, 9 Gottschalk, 10 Laukkannen, 11 Zachrisson, 12 Kumlin, 13 Lerner, 14 Johansson, 15 Wikner,        All. -
Campionato europeo femminile di pallacanestro 19834 Larsson, 5 Ihrén, 6 Wictorin, 7 Edwardzon, 8 Skagius, 9 Edwinsson, 10 Laukkannen, 11 Andersson, 12 Kumlin, 13 Lerner, 14 Johansson, 15 Wikner,        All. -
Campionato europeo femminile di pallacanestro 19874 Karttunen, 5 Areskoug, 6 Larsson, 7 Edwardzon, 8 Rosengren, 9 Oskarsson, 10 Roos, 11 Wingerstrand, 12 Skagius, 13 Danielsson, 14 Johansson, 15 Hassler,        All. -
Campionato europeo femminile di pallacanestro 20134 Aili, 5 Aasa, 6 F. Eldebrink, 7 Key, 8 Kad. Andersson, 9 E. Eldebrink, 10 Egnell, 11 Hamilton-Carter, 12 Barthold, 13 Yderström, 14 Halvarsson, 15 Kat. Andersson,        All. Lars Johansson
Campionato europeo femminile di pallacanestro 20153 Yderström, 5 Hamilton-Carter, 6 F. Eldebrink, 7 Key, 8 Andersson, 9 E. Eldebrink, 10 Egnell, 11 Stålvant, 12 Barthold, 13 Drammeh, 14 Halvarsson, 15 Vesterberg,        All. Lars Johansson
Campionato europeo femminile di pallacanestro 20191 Abdi, 5 Loyd, 6 F. Eldebrink, 7 Lundquist, 8 Nyström, 9 E. Eldebrink, 10 Hamilton-Carter, 11 Magarity, 13 Drammeh, 14 Halvarsson, 15 Vesterberg, 17 Zahui,        All. François Gomez
Campionato europeo femminile di pallacanestro 20214 Fontaine, 5 Loyd, 6 F. Eldebrink, 7 Lundquist, 8 E. Nyström, 9 E. Eldebrink, 10 Drammeh, 12 Ekh, 16 Visscher, 22 Johansson, 24 Hersler, 58 A. Nyström,        All. Marco Crespi

## Nazionali giovanili
- Selezioni giovanili della nazionale di pallacanestro femminile della Svezia